# 鄧通
鄧通（？—2世纪？），蜀郡人，西漢政治人物，漢文帝寵臣。原為船夫，後來成為漢文帝的佞幸，官至上大夫。並被賞賜銅山而成為富豪，卻因故得罪太子劉啟。太子登基後，被剝奪所有房屋財產，最終因飢餓而死。

## 飞黄腾达
鄧通原是一個船夫，漢朝人稱船夫為「黃頭郎」。話說有一天漢文帝做了一個夢：夢到自己在往天上爬，卻上不去，有個黃頭郎從身後推一把，終於爬到天上。漢文帝認為喻意自己可以登天成仙，故此積極憑夢境中「黃頭郎」的模樣，按圖索驥，尋遍天下，最終找到了鄧通。

## 吮痈舐痔
更剛巧漢文帝身上長了一個大痘瘡，鄧通便趴在這個大瘡上，忍著噁心嘔吐，啜去大瘡的膿汁。鄧通的舉動打動了漢文帝的心，問鄧通道：「這個世界里誰最愛朕呢？」鄧通運用小聰明，工於心計的答道：「當然是太子啊！」想要順便巴結太子。這時正好太子前來向皇帝探問病情，皇帝卻要太子給他吸啜身上的脓汁，想不到太子感到為難。令漢文帝感到鄧通比親兒子還要疼愛自己。鄧通自始得到漢文帝的歡心。但是邓通也因此得罪了太子（汉景帝）。

## 鄧通錢
文帝命相士為鄧通看相，相士看過後稱鄧通最後會因貧窮而餓死，文帝心想「對自己那麼好的人，能讓他餓死嗎？」於是文帝把蜀郡的一座銅礦山賜給鄧通，准許他私人鑄造銅錢，從此，鄧通錢流通天下，鄧通亦富甲一方。

## 下场
有次邓通在朝堂上有怠慢之舉，丞相申屠嘉向文帝说：“陛下喜歡那個臣子，可以賜予他富貴；但是對於朝廷的禮節，不可以不嚴肅！”下朝后，丞相府下令逮捕邓通。邓通知道后，非常惊恐，跑去告诉文帝，希望文帝能保全自己。文帝說：“你儘管前去，我立刻就派人召你離開相府。”鄧通只好摘去帽子，光著腳，前往丞相府。申屠嘉責備他作為一個區區小臣，竟敢在漢高祖所創的朝堂上嬉皮笑臉，論罪為大不敬，應當斬首。鄧通嚇壞了，連連叩首，額頭鮮血直流，申屠嘉仍不平息怒火。此時文帝派使者持节召鄧通，並拜谢申屠嘉說：“這只是我的小弄臣，您就放過他了吧。”邓通才得以释免。邓通哭著對文帝說：“丞相差點杀了臣。”
公元前156年，汉景帝继位。因早年邓通得罪他，汉景帝便以私自采矿、铸钱的罪名，罢其官，没收其所有财产。长公主刘嫖想赐给他衣食，也都被当地官员扣押没收，邓通最终被活活饿死在蜀郡雅安。成語「不名一錢」與「一文不名」就是源於鄧通的典故。

## 延伸阅读
[在维基数据编辑]
 《史記/卷125》，出自司馬遷《史記》
 《漢書/卷093》，出自班固《漢書》